# 侯瑞珍

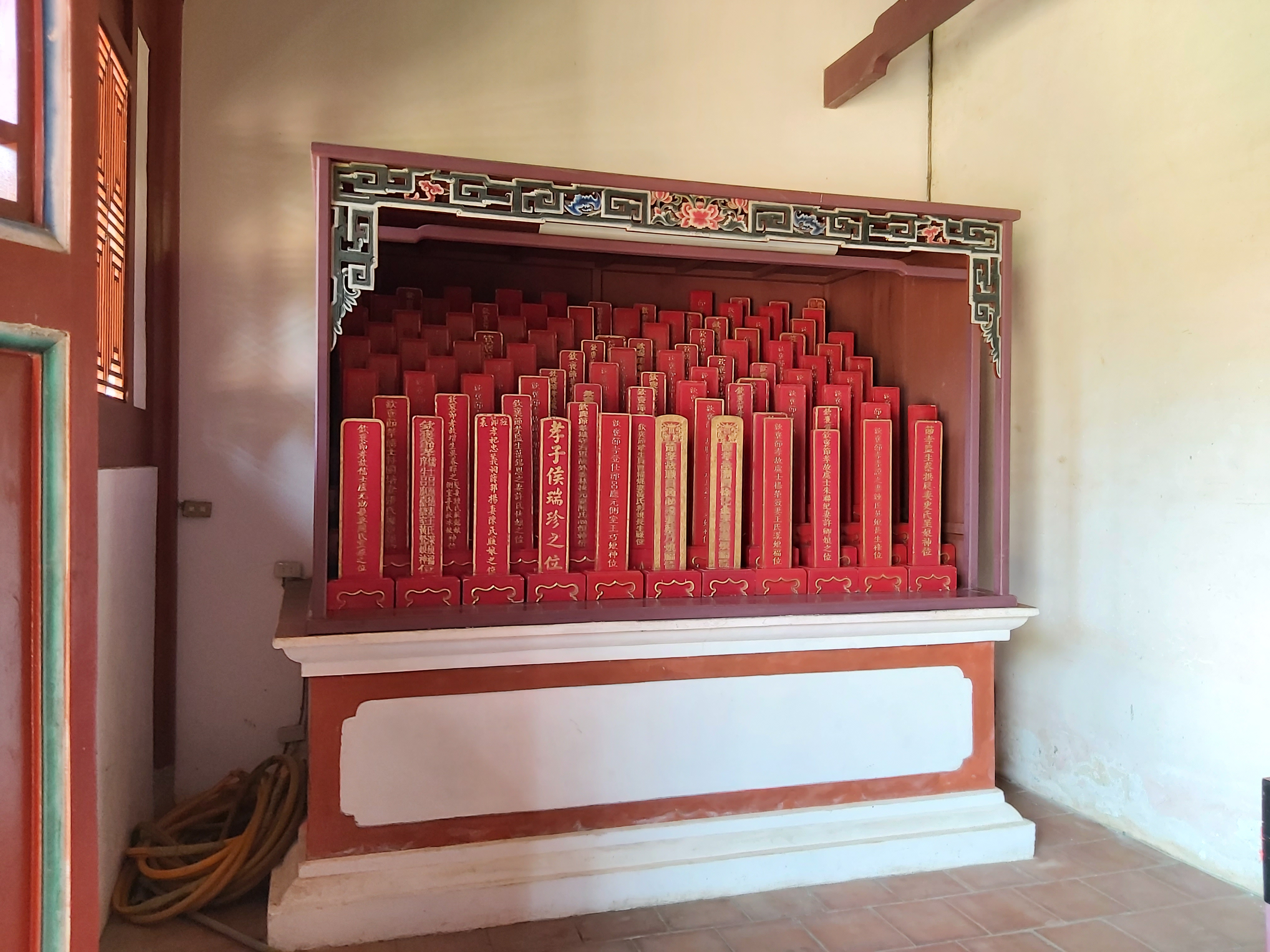
臺南孔廟節孝祠內眾貞節烈婦牌位，前側第一排左四位為「孝子侯瑞珍之位」。

侯瑞珍，台湾府治(今台南市）宁南坊人。根据台湾通史记载，性格樸實忠厚，幼年时期父亲去世，侯瑞珍十分孝顺服地侍母亲，受到同乡的称赞，推薦其作為鄉飲酒禮的賓介。侯瑞珍六十六歲時，母親去世，他在墓旁搭蓋小屋居住，為母親服滿三年喪期。於七十四歲時逝世。乾隆十四年，即1749年，县官奉旨在上横街建造牌坊以示对他的表彰。該牌坊是清代建造的五座孝子坊之一，現在牌坊已不存在了。(台南孔子庙大成門側的孝子祠供奉著侯瑞珍的神位。)

## 史書記載
```
台灣府治
寧南坊人。性淳厚，少孤，事母孝，邑人稱讚之，舉為鄉飲賓。母歿時，瑞珍年六十六矣，廬墓終喪。年七十四卒。
乾隆
十四年（1749），奉旨旌表，建坊於上橫街。為
清代
所旌建之五座孝子坊之一，今不存。 ────《
台灣通史
》
```

## 外部連結
- 臺灣記憶 Taiwan Memory--國家圖書館 - 人與事 / 臺灣歷史人物小傳--明清暨日據時期 / 侯瑞珍 （页面存档备份，存于）
- 孝子蕭明燦侯瑞珍吳拔英合傳-數位典藏與學習聯合目錄(5849837) （页面存档备份，存于）